# Križarske države
Križarske države so bile fevdalne države, ki so jih v 12. in 13. stoletju v Mali Aziji, na Bližnjem vzhodu (Levantu), v  Grčiji in na Iberskem polotoku ustanovili zahodnooevropski križarji. 

## Bližnji vzhod (Levant)
Takoj po prvi križarski vojni (1095-1099) so na Bližnjem vzhodu nastale štiri države:
- Grofija Edesa (1098-1144)
- Kneževina Antiohija (1098-1268)
- Grofija Tripoli (1104-1289) in
- Jeruzalemsko kraljestvo (1099-1291)

Jeruzalemsko kraljestvo je imelo več manjših vazalnih držav, od katerih so bile najpomembnejše
- Kneževina Galileja
- Grofija Jafa in Askalon
- Gospostvo Oultrejordain (tudi Transjordanija) in
- Gospostvo Sidon

Armensko Kraljestvo Kilikija je imelo zametke že pred prihodom križarjev, vendar mu je status kraljestva podelil šele papež Inocenc III.

## Ciper
V tretji križarski vojni je angleški kralj Rihard Levjesrčni zavzel otok Ciper in ga razglasil za kraljestvo. Ciper je potem nekajkrat menjal gospodarje: od angleškega kralja so ga kupili templjarji in ga leta 1192 prodali jeruzalemskemu naslovnemu kralju Guju Lusignanskemu. Njegova družina je otoku vladala do leta 1474 (ali 1489), potem pa je zadnja kraljica Ciper prodala Benetkam. Kasneje so ga za nagrado dobili ivanovci, kasnejši malteški vitezi. Ivanovci Cipra nikoli niso vzeli za svojega, zato je začel je nazadovati, dokler ga leta 1474 niso zasedli Turki.

## Grčija
Po četrti križarski vojni so križarji na ostankih Bizantinskega cesarstva ustanovili več držav:
- Latinsko cesarstvo s sedežem v Bizancu (1204-1261)
- Solunsko kraljestvo (1205-1224)
- Kneževino Ahajo oziroma Moreo  (1205-1432)
  - z gospostvoma Argos in Nauplija (1205-1388)
- Atensko vojvodino (1205–1458)
  - z mejno grofijo Bodonica (1204-1414)
- Egejsko vojvodino, ki je bila znana tudi kot Vojvodina Naxos in Arhipelaška vojvodina (1207–1579)
- Vojvodino Filipopolis

Mnogo otokov, med katerimi so bili najpomembnejši Kreta (1204-1669), Evboja (Negroponte, do leta 1470) in jonski otoki (do leta 1797) so prišli v posest Beneške republike.
Novonastale države so se stalno spopadale z Nikejskim cesarstvom,  Epirskim despotatom in Bolgarijo. Tesalijo in Latinsko cesarstvo so leta 1261 ponovno zasedli Grki iz Nikejskega cesarstva. Nasledniki križarjev so vladali v Atenah in na Peloponezu vse do 15. stoletja, ko so jih premagali otomanski Turki.

## Rodos in Egejski otoki
Vojaški red ivanovcev (Vitezov svetega Janeza Krstnika) je na Rodosu in bližnjih Egejskih otokih leta 1310 ustanovil svojo državo. Leta 1522 so jih premagali otomanski Turki in morali so se preseliti na Malto. 
Otok Kastellorizo, ki leži v Dodekanezu, tako kot Rodos, so ivanovci dobili že leta 1309. Otok so od leta 1440 do 1450 okupirali Egipčani, potem pa je pripadel Neapeljskemu kraljestvu. Leta 1635 so mu zavladali Benečani in ga preimenovali v Castellorosso. Vse naštete države, razen egipčanskih, so bile katoliške.
Vojaškemu redu ivanovcev so občasno pripadala tudi bližnja ozemlja v Mali Aziji z mesti Smirna (današnji Izmir, 1344-1402), Attaleia (današnja Antalya, 1366-1373) in Halikarnas (današnji Bodrum, 1412-1422). 

## Iberski polotok
Iberski polotok so arabsko-berberski Mavri zasedli na začetku 8. stoletja - leta 711. Že leta 718 se je začela rekonkvista, vojna za ponovno osvojitev izgubljenih ozemelj, ki je trajala vse do leta 1492. Rekonkvista je imela vse značilnosti križarske vojne, zato bi lahko vse novonastale katoliške kneževine na Iberskem polotoku, razen Kraljevine Valencije, šteli med križarske države.